# 배정자
배정자(한국 한자: 裵貞子, 일본식 이름: 田山貞子(다야마 사다코), 1870년 2월 23일 ~ 1952년 2월 27일)는 조선의 비구니이자 일본 제국의 조선 정보원, 외교관, 매국노이다. 생부가 민씨 일파에게 처형당한 뒤 연좌법에 의해 관비가 된 어머니를 따라 여러 곳을 떠돌아 다니다가 밀양의 기생으로 팔려갔으나 탈출, 1882년(고종 19년) 여승이 되었다.
1885년 일본으로 도피하여 1887년 이토 히로부미의 양녀가 되었다는 설이 있다. 그 후 일본 정부로부터 밀정 교육을 받고 1894년 귀국하여 대한제국과 일제강점기에 일본의 밀정으로 활동했으나 이를 입증할 사료는 없다. 1920년 일본군의 시베리아 출병 때는 만주, 시베리아를 오가며 군사 스파이로 활약했다. 그 후 간도, 상하이 등지에서 독립운동가들의 체포를 위해 암약하다가 1927년 은퇴했다. 1949년 반민족 행위 특별 조사 위원회에 친일 반역자로 체포되었다.
본관은 김해이며, 경상남도 김해군 출신이다. 본명은 배분남(裵紛男, 裵紛南)이다.
일제강점기 시대 영화인 배구자의 고모이다. 영화인 이철은 그녀의 딸 현송자에게 두 번째 남편이 된다.

## 생애

### 생애 초반

#### 불우한 초년기
경상남도 김해 출생으로, 본명은 배분남(裵粉男)이다. 1870년 김해 고을에서 아전노릇을 하던 배지홍(裵祉洪)의 딸로 태어났다. 아버지 배지홍은 세무관리를 역임했으나 민씨 정권에 반대하다가 1873년 흥선대원군이 실각한 후 그 졸당(卒黨)으로 몰려 대구 감영에 수감되었다가 사형당하였다. 어머니는 충격으로 시각장애인이 되어 어려운 환경에서 자랐다. 이후 연좌제에 의해 죄적(罪籍)에 올라 천민이 되어 어머니를 따라 각지를 유랑하였다.
이후 경상남도 밀양에 기생으로 팔려갔으나, 도주하여 양산군 통도사로 은신하였다. 1882년 출가하여 승려가 되었다. 12살 때 우담(耦潭)이라는 승명으로 여승으로 활동하며 3년간 수도생활을 하였다. 이후 정체가 탄로나 수배되자 14살 때 도망쳐서, 아버지와 친분 관계가 있던 동래부사 정병화(鄭秉和)의 보호를 받았다 라는 설이 있으나 역대 동래부사 중 정병화라는 이름은 없으며 비슷한 이로 정병하(鄭秉夏)가 있지만 그는 동래부사를 역임한 적이 단 한 번도 없고 지방 관리직은 1888년 밀양부사가 처음이다.
관기로 있을 때 대구 중군(中軍) 전도후(田道後)의 아들 전재식(田在植)을 만나 사랑에 빠졌다. 그의 도일로 두 사람은 헤어졌다가 전재식이 일본으로 유학을 오면서 재회, 결혼을 하였다. 전재식과의 사이에서 아들 전유화(田有和)를 두었다. 그러나 게이오 의숙(慶應義塾)에 재학 중이던 전재식이 병사하자 두 사람의 인연은 끝이 났다.

#### 도일과 이토 히로부미와의 만남
밀양부사로 전임한 정병하(鄭秉夏)의 주선으로 1885년 무역상 마츠오(松尾)를 따라 일본으로 건너갔는데, 이때 인맥을 통해 안경수를 만나게 되었다. 당시 갑신정변과 직접관련이 없었던 안경수는 오카야먀(岡山縣) 伊藤博文(이등박문)집 사랑채에 식솔로 머물면서 방적(직조기술)에 관한 자비유학 생활중이던 안경수는 배정자에게 도움을 주게되었다. 배정자는 상강(尙綱) 여학교를 다녔다.
안경수의 주선으로 김옥균을 만나 알게 되었고 이토 히로부미와도 만나게 되었다. 이후 안경수, 김옥균 등에게 의탁하다가 미모가 빼어났다고 전해지는 배정자는 이토 히로부미의 눈에 들어 1887년 그의 수양딸이 되었고, 18살 때부터 승마와 수영, 사격, 변장술 등 간첩로서의 밀봉교육을 받았다는 설이 있지만 일본 쪽 사료에서는 배정자에 대한 그 어떤 기록도 없다. 이토 히로부미와 배정자에 대한 관계 및 일화는 전부 한국 쪽에서만 나오는 얘기들이다.

### 일본 첩보원, 일본 관리 활동

#### 첩보원 활동
사다코(貞子)로 개명하고 철저한 정보원 교육을 받은 뒤 배정자는 1894년 스파이 임무를 띠고 일본어 통역 명목으로 귀국하여 신분을 숨기고 고종에게 접근하여, 고종의 총애를 받으며 이후 정치 정보를 빼내는 등 고급 밀정으로 활동했다.

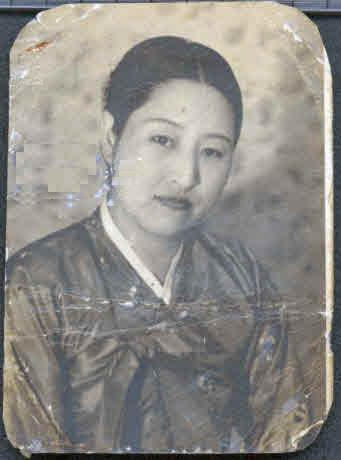
둘째 딸 현송자 (1930년경)

러일전쟁 직전 친러파가 고종의 신변안전을 위해 평양 천도(遷都) 혹은 고종의 블라디보스토크 천거(遷居) 계획을 세웠으나 배정자가 정보를 사전에 빼내어 일본 공사관에 전달함으로써 실패한다.
1895년 일본 제국 공사관의 조선어 교사였던 현영운(玄暎運)과 재혼했다. 1895년 당시 외부(外部) 번역관 겸 주임관 6등이던 현영운은 배정자의 도움으로 10년 만에 종2품 육군 참장으로 승진하고, 농공상부 협판을 지냈다. 그러나 배정자는 약 1년 후 이혼하였으며, 현영운에게서 딸 현송자 등을 얻었다. 그러고는 현영운의 후배인 박영철(朴榮喆. 일본육사 15기 졸업. 함북도지사. 중추원참의 역임)과 5년 간 결혼생활을 유지하다 또 이혼하였다.
1905년 이토 히로부미의 밀서를 고종에게 전달한 밀서 사건으로 절영도에 유배되기도 했다. 그러나 을사조약이 체결되고 오빠 배국태(裵國泰)는 한성판윤(현 서울시장)으로, 동생은 경무감독관(현 경찰청장)으로 승진하였다. 이토가 초대 통감부 통감으로 부임하자 풀려나 다시 밀정으로 복귀했다. 그는 이토의 양녀가 아닌 애첩이라는 소문이 돌았을 정도로 총애를 받았기에 이 시기에 막강한 권력자로 행세하였고, ‘흑치마’라는 별명으로 불렸다.

#### 일제강점기 조선총독부 관료 생활
1909년 안중근에게 이토가 사살된 이후로는 조선 주둔 일본군의 헌병대 조선인 촉탁, 일본 제국 외무부 공무원 등으로 근무했다. 1918년 10월부터 1919년 10월 29일까지 만주 하얼빈 주재 일본총영사관 직원으로 활동했다. 1920년에는 조선총독부가 만주 지역에 설립한 첩보 단체 만주보민회에 가입해서 활동했고, 1920년 일본군의 시베리아 출병 때는 봉천(奉天) 일본 제국 총영사관(總領事館) 직원으로 만주, 시베리아를 오가며 군사 스파이로 활약했다. 이 기간 중 마적단(馬賊團) 단원의 포섭에 탁월한 솜씨를 보였다 한다.
그 후 간도, 상하이 등지에서 독립운동가들의 체포를 위해 암약하다가 다시 국내로 돌아와 1922년부터 총독부 경무국의 촉탁으로 근무했다. 만주지역에서의 맹활약으로 독립투사 진영에서 배정자를 처단대상자로 지목하자 1922년 그는 신변에 위협을 느껴 조선으로 돌아왔다. 조선총독부에서는 경무국장 마루야마(丸山鶴吉)가 그의 귀국을 기다리고 있다가 경무국 공무원으로 다시 고용하였다.
그 뒤 조선총독부 경무국장 마루야마 쓰루기치(丸山鶴吉)의 지령을 받아 만주, 간도, 상하이, 중국 본토 등을 오가며 활동하였으며, 당대 친일파 및 일본인의 두려움의 대상이었던 박희광(朴喜光, 1901년2월15일~ 1970년1월22일 대한통의부 비밀암살단)의 암살 시도로 위협을 느끼며 지내다 1927년 은퇴하였다.

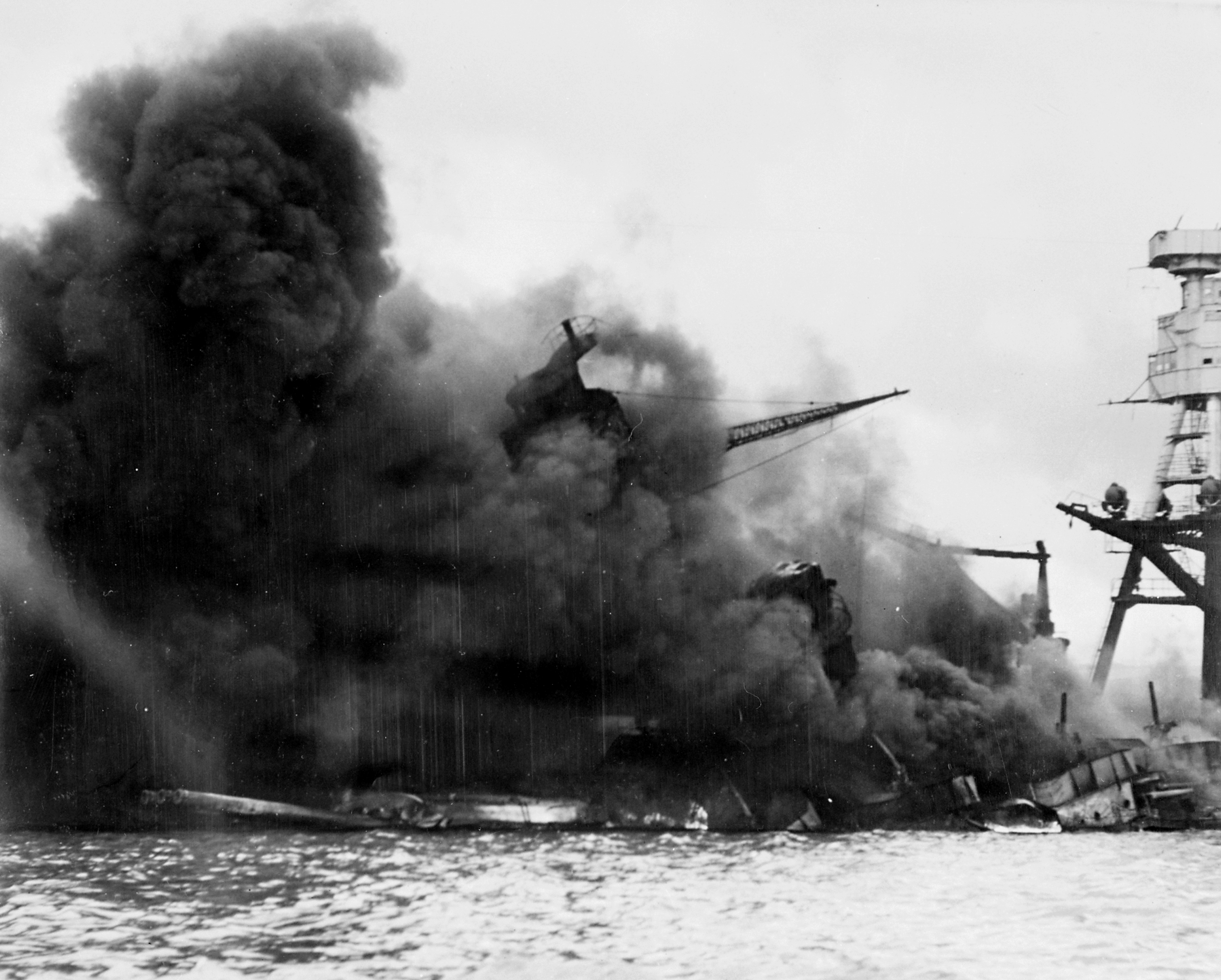
태평양 전쟁

나중에 그는 총독부로부터 그간의 공로를 인정받아 6백여 평의 토지를 증여받기도 했는데, 은퇴한 뒤에도 총독부로부터 월급을 받으며 지냈다.

#### 태평양 전쟁 이후
태평양전쟁이 발발하자 그는 민간업자의 부탁을 받고 일본군 위안부 송출업무에 발을 들여놓았다. 그는 70대의 노구에도 불구하고 조선인 여성 1백여 명을 '군인위문대'라는 이름으로 남양군도까지 조선인 여성들을 데리고 가서 일본군의 위안부 노릇을 할 것을 강요하였다. 이 과정에서 업자로부터 금품을 받기도 했다.

### 광복 이후
광복 이후 경기도 고양군 숭인면의 야산에 숨어 살다가 대한민국 정부가 수립된 뒤, 반민족행위처벌법이 발효되고 1949년 반민특위(反民特委)가 구성되자 특위에 의해 1949년 배정자도 체포, 구속되었다. 반민법에 따라 구속된 여성은 모두 6명에 불과했는데, 배정자는 이들 중 가장 먼저 구속된 사람이다. 그는 일본 정부와 모의하여 한일합방에 적극 협력한 자를 처벌하는 반민법 제1조에 의해 최초로 구속된 인물이기도 했다. 그러나 반민족행위특별조사위원회가 정치적 이유로 해산되면서 출옥하였다. 이후, 경기도 고양군 숭인면(현재의 서울특별시 성북구에서 여생을 보내다가 한국전쟁 중 성북에서 사망했다.

## 사후
- 2002년 민족정기를 세우는 국회의원모임이 선정한 친일파 708인 명단 중 밀정 부문에 포함되었고, 2007년 대한민국 친일반민족행위진상규명위원회가 발표한 친일반민족행위 195인 명단에도 들어 있다. 2008년 민족문제연구소는 친일인명사전 수록예정자 명단의 경찰 부문과 해외 부문에 선정했다.

- 정식 직책이 아닌 막후의 밀정으로 활동했기에 정사(正史)에는 기록이 거의 없는 배정자이지만, 화려한 남성 편력으로 유명했고 극적인 삶을 살았기에 《요화 배정자》(1966), 《요화 배정자 2》(1973)로 영화화되는 등 대중 매체에서는 자주 다루어졌다. 이 두 영화에서는 김지미와 윤정희가 각각 주연인 배정자 역으로 출연했다.

## 가족 관계
- 남편 : 현영운(玄暎運)
  - 딸 : 현송자(玄松子)
  - 사위 : 윤치오(尹致旿, 1934년 이혼)
  - 사위 : 이철(1903 - 1944)
    - 외손자 : 이영호
    - 외손녀 : 이씨, 이름 미상

## 인간 관계
그녀는 생전 이토 히로부미(伊藤博文)를 사부(師父)이자 주군(主君)으로 섬기었으며 사저(師姐)의 입장으로 조선인 출신의 박중양(朴重陽)을 사제(師弟)로 삼았다.

## 같이 보기
| - 만주보민회 - 배구자 - 이토 히로부미 - 안중근 - 임전보국단 - 윤치호 - 현송자 - 현영운 - 윤치오 - 이철 - 김성흠 - 김정구 - 박희광 | - 개화파 - 반민특위 - 한일합방 |

## 배정자를 연기한 배우
- 김지미 - 1966년 《요화 배정자》 영화
- 윤정희 - 1973년 《요화 배정자 2》 영화
- 한영숙 - 1981년 (제1공화국) MBC 드라마
- 정윤희 - 1984년 (독립문) KBS1 드라마
- 이혜영 - 1989년 (역사는 흐른다) KBS1 드라마
- 박소현 - 1990년 (반민특위) MBC 드라마
- 설수진 - 2002년 (너희가 나라를 아느냐) MBC 드라마
- 유선 - 2012년 (가비) 영화
- 한채아 - 2012년 (각시탈) KBS2 드라마

## 참고 자료
- 친일반민족행위진상규명위원회 (2007년 12월). 〈배정자〉 (PDF). 《2007년도 조사보고서 II - 친일반민족행위결정이유서》. 서울. 1503~1523쪽쪽. 발간등록번호 11-1560010-0000002-10. [깨진 링크(과거 내용 찾기)]
- 반민족문제연구소 (1993년 3월 1일). 〈배정자 : 정계의 요화로 불렸던 고급 밀정 (김무용)〉. 《친일파 99인 2》. 서울: 돌베개. ISBN 978-89-7199-012-4.
- 이동순 (2003년 7월). “(발굴비화) 日帝시대「조국의 노래」를 지켜 냈던 이철의 삶과 예술 그리고 조국”. 《월간조선》. |제목=에 지움 문자가 있음(위치 1) (도움말)
- 이준희 〈조선 가요계를 풍미한 마이더스의 손, 이철〉, 《보보담》